# Mário Sperry
Mário Sperry (ur. 28 września 1966 w Porto Alegre) – brazylijski zawodnik submission fightingu, brazylijskiego jiu-jitsu oraz mieszanych sztuk walki. Dwukrotny Mistrz Świata ADCC w submission fightingu z 1998. Posiadacz czarnego pasa w brazylijskim jiu-jitsu (V dan). Przez prawie pięć lat związany z japońską organizacją MMA PRIDE FC.

## Kariera sportowa
W 1998 na inauguracyjnym turnieju ADCC w Zjednoczonych Emiratach Arabskich zdobył dwukrotnie złoto w kat. +99 kg oraz absolutnej (bez podziału na kategorie wagowe). Przez następne lata wygrywał większość swoich pojedynków w ramach "superfightów" na ADCC m.in. z Renzo Gracie oraz Fabio Gurgelem.
Od 1995 zawodowo walczył w MMA gdzie wygrywał w kilku turniejach i zdobywał pasy mniejszych organizacji. Od 2001 do 2006 był związany z ówcześnie największą organizacją na świecie PRIDE FC, gdzie pokonał m.in. Ihora Wowczanczyna. Ostatni pojedynek stoczył w 2007 na gali Cage Rage poddając Lee Hasdella.

## Osiągnięcia
Submission fighting:
- 1998: ADCC Submission Fighting World Championships 1998 – 1. miejsce w kat. 99 kg oraz 1. miejsce w kat. absolutnej
- 1996-1998: CBJJ World Championships – trzykrotnie 1. miejsce w kat. czarnych pasów oraz raz 3. miejsce
- 1999: CBJJ World Championships – 3. miejsce w kat. czarnych pasów

Mieszane sztuki walki:
- 1995: Vale Tudo Super Fight Champion – mistrz
- 1995: Extreme Fighting – finalista turnieju wagi średniej
- 1996: Martial Arts Reality Superfighting – mistrz superfight
- 1997: Caged Combat – zwycięzca turnieju
- 2000: Colosseum 2000 – mistrz w wadze ciężkiej